# Prionolabis imanishii
Prionolabis imanishii är en tvåvingeart som först beskrevs av Alexander 1932.  Prionolabis imanishii ingår i släktet Prionolabis och familjen småharkrankar. Inga underarter finns listade i Catalogue of Life.